# Władysław Styrczula
Władysław Styrczula (* 8. Dezember 1977) ist ein ehemaliger polnischer Nordischer Kombinierer. Er wurde dreimaliger polnischer Meister im Team.

## Werdegang
Styrczula, der für TS Wisła Zakopane startete, gab sein internationales Debüt bei den Nordischen Junioren-Skiweltmeisterschaften 1994 in Breitenwang. Da er sich zu Beginn seiner Karriere auch im Spezialspringen versuchte, trat er bei den Sprungwettbewerben an, erreichte im Einzel jedoch lediglich den 61. Platz. Beim Teamspringen belegte er mit seinen Mannschaftskameraden den zehnten Rang. Nachdem er erfolglos im Skisprung-Continental-Cup gestartet war, konzentrierte er sich fortan nur noch auf die Kombination. Allerdings kam Styrczula auch dort nicht über den zweitklassigen B-Weltcup hinaus, in dem er in der Saison 1995/96 erstmals die Punkteränge erreichte.
Seine größten Erfolge feierte Styrczula auf nationaler Ebene. Während er bei den Skisprung-Meisterschaften sowohl 1994 als auch 1995 Vizemeister mit dem Team wurde, konnte er in der Kombination neben vier Einzelmedaillen auch dreimal gemeinsam mit Kazimierz Bafia Meister mit dem Team werden.

## Statistik

### B-Weltcup-Platzierungen
| Saison  | Platz | Punkte |
| ------- | ----- | ------ |
| 1995/96 | 86.   | 1      |
| 1996/97 | 75.   | 6      |